# Pedro Palazuelos Astaburuaga
Pedro Antonio Palazuelos y Astaburuaga (Santiago, 29 de enero de 1800-ibídem, 26 de diciembre de 1851) fue un bachiller en teología, abogado y político chileno, a quien se le atribuye «la idea de festejar públicamente el aniversario del 18 de septiembre».

## Biografía

### Familia
Fue hijo de Pedro José Fernández de Palazuelos y Martínez de Aldunate y Teresa de Astaburuaga y Pizarro, y primo materno del estadista y político Diego Portales.

### Carrera académica
Estudió en la Academia de San Luis y en el convento de San Agustín, donde estudió filosofía y teología. En la Universidad de San Felipe recibió los títulos de bachiller en filosofía y enseguida el de bachiller en teología.
Fue profesor reemplazante de la cátedra de Prima de teología en la universidad y luego, previa oposición del clero, ocupó el cargo en propiedad.
Se le otorgó el grado de bachiller en cánones y leyes en 1818 y el de doctor en teología en 1819. Desde 1816 estudiaba en las horas extras derecho, y se recibió de abogado en febrero de 1820.

### Carrera administrativa
Fue elegido diputado por Santiago en 1824, en representación de los pipiolos. Fue reelegido en 1825 y por la isla de Chiloé tras su incorporación a la soberanía chilena en 1827.
Desempeñó diferentes cargos, como auditor general, secretario del obispo José Ignacio Cienfuegos, en su misión ante la Santa Sede. En 1829 fue encargado de negocios en los Países Bajos y cónsul general en Francia. A su regreso, fue portador de una carta entregada por José de San Martín para ser remitida al presidente Joaquín Prieto.
Se incorporó a la Facultad de Teología de la universidad y sirvió a la instrucción pública. Fue también un hombre público, que aportó mucho a la incipiente sociedad chilena de la época: Fomentó la creación de la Academia de Pintura, la Escuela de Artes, la Universidad del Estado, el Conservatorio de Música y la restauración de la Cofradía del Santo Sepulcro, entre otras.
Fue elegido diputado por Itata en 1840, esta vez militando en el Partido Liberal, y por Ancud y Castro en 1843. Integró en estos períodos la Comisión permanente de Educación y Beneficencia; además estuvo en la de Legislación y Justicia y la de Hacienda.